# Coka (häradshuvudort i Kina, Tibet Autonomous Region, lat 30,91, long 94,67)
Coka (kinesiska: Caoka, 草卡, Guochitang, 郭赤塘, 草卡镇) är en häradshuvudort i Kina. Den ligger i den autonoma regionen Tibet, i den sydvästra delen av landet, omkring 370 kilometer öster om regionhuvudstaden Lhasa. Antalet invånare är 7 250. Befolkningen består av 3 396 kvinnor och 3 854 män. Barn under 15 år utgör 25,0 %, vuxna 15-64 år 70 %, och äldre över 65 år 4,0 %.
Runt Coka är det mycket glesbefolkat, med 4 invånare per kvadratkilometer. Närmaste större samhälle är Domartang, 4,2 km norr om Coka. Trakten runt Coka består i huvudsak av gräsmarker.
Genomsnittlig årsnederbörd är 1 029 millimeter. Den regnigaste månaden är juni, med i genomsnitt 232 mm nederbörd, och den torraste är december, med 4 mm nederbörd.